# Mesochorus femoralis
Mesochorus femoralis là một loài tò vò trong họ Ichneumonidae.